# 1961 no jornalismo
Nesta página encontrará referências aos acontecimentos directamente relacionados com o jornalismo ocorridos durante o ano de 1961.

## Nascimentos
| Data          | Nome              | Profissão                           | Nacionalidade  | Observações | Ref |
| ------------- | ----------------- | ----------------------------------- | -------------- | ----------- | --- |
| 1 de janeiro  | Philip Gourevitch | jornalista e escritor               | Estados Unidos |             |     |
| 20 de Janeiro | Jorge Kajuru      | jornalista esportivo e apresentador | Brasil         |             |     |
| 29 de maio    | Luis Roberto      | jornalista e narrador esportivo     | Brasil         |             |     |

## Mortes
| Data | Nome | Profissão | Nacionalidade | Observações | Ref |
| ---- | ---- | --------- | ------------- | ----------- | --- |